# Zsitvagyarmat
Zsitvagyarmat (szlovákul Žitavce, korábban Žitavské Ďarmoty) község Szlovákiában, a Nyitrai kerületben, a Nyitrai járásban. Lehotka-, Sziget- és Zsitvagyarmat egyesítésével jött létre.

## Fekvése
Nyitrától 22 km-re délkeletre, a Zsitva bal partján fekszik.

## Nevének eredete
A Gyarmat törzsnévből keletkezett metonimikus névadással, eredetileg a törzshöz tartozók települése lehetett.

## Története
A régészeti leletek tanúsága szerint területén már a neolitikumban is éltek emberek. A régészek a lengyeli kultúra telepnyomait találták meg. Ezt követően bronzkori és hallstatt kori telepleletek, de kelta kori sírok, valamint germán település nyomai is előkerültek a 2. és 3. századból.
1075-ben a garamszentbenedeki apátság alapítólevelében még csak birtokként szerepel. A mai település első írásos említése "Gurmot" alakban 1232-ből származik. 1272-ben gormoth-i Gergelyt Fülöp érsek megbüntette amiért a széküresedéskor a király szolgálatába kívánt állni. 1275-ben "Gormoth", 1319-ben "Gormath" alakban említik a korabeli források. 1275-ben Szolgagyőr várának uradalmához tartozott, de részben az esztergomi érsekségé volt. Később a verebélyi és szentgyörgyi érseki szék prediális nemesei birtokolták. Valószínűleg 1311-ben Csák Máté katonái pusztították el, mely miatt Tamás esztergomi érsek 1312-ben Székesfehérvárott, Győrött és Pécsett is a káptalanok előtt írásba foglalta panaszát és az elpusztított falvak és vámok utáni összes károkat több mint 17,5 ezer márkára becsülte. 1319-ben az esztergomi káptalan elcseréli Acha falut (Monkad, Dusnuk és Haraschan földekkel együtt) az esztergomi érsek Bars vármegyei tizedeinek fejében, kivéve Verebély, Tild, Susol-i Szentkereszt és Gyarmat tizedeit. 1326-ban Gormoth-i Gergely fia Gergely comes vágai birtokát adta azért, hogy az érseki szolgálat alól szabaduljon, amiért viszonzásul az esztergomi érsek Gergely gyarmati birtokát felszabadította, illetve neki adományozta gyaraki (Gorrok) birtokát is. 1353-ban a szentbenedeki konvent embere határjárást végzett a király parancsára. 1358-ban vita támadt a falut (Germath/Gyermath) elfoglaló Domonkos mester és az esztergomi káptalan között a birtokjogot illetően. 1570-ben 31 fejadófizető élt 12 háztartásban. 1625-ben a falutól északra a török ellen földvárat emeltek.
1664-ben Lehotkagyarmat faluban 75 fejadófizető személyt írtak össze 59 háztartásban a török adószedők. Ekkor az esztergomi tímárhoz, Barsba tartozott. Bort termeltek, valamint malom is működött.
Zsitvagyarmaton 1715-ben 8 nemesembert írtak össze. Legjelentősebb nemes családai a Faba, Gaál és Dőri családok voltak. A faluban a Zsitva partján malom is állt, mely mára elpusztult. 1828-ban 93 házában 638 lakos élt. Ma hozzá tartoznak az egykori Lehotka- és Szigetgyarmat is, melyeket akkoriban a Lüleiek, illetve a Verebélyi és szentgyörgyi érseki szék predialistái birtokolták. A 19. század közepén nagyobb zsidó közösség is élt itt, közülük a Dukes, a Stadler és a Singer családok voltak a legnagyobbak. Később több zsidó család Verebélyre települt át. Stadler Zsigmondnak kocsmája is volt a községben. 1879-ben Simor János érsek 800 forintot adományozott az iskolára.
A trianoni békeszerződésig területe Bars vármegye Verebélyi járásához tartozott. 1934-ben épültek a Domovina rész házai. 1938 és 1945 között újra Magyarország része.

## Leírása monográfiákban
Vályi András szerint "Lehota Gyarmat. Elegyes tót falu Bars Vármegyében, földes Ura Majthényi Uraság, lakosai katolikusok, fekszik Zsitva vize mellett, Verebélyhez egy mértföldnyire, szabad helység. Határja középszerű, tulajdonságai ollyanok, mint Setétkútnak, második Osztálybéli."
"Sziget Gyarmat. Tót falu Bars Vármegyében, földes Urai külömbféle Urak, lakosai katolikusok, fekszik az elöbbenitől nem meszsze, ez is szabad helység. Legelője saját szűkségekre elég, földye termékeny, fűzessei saját határjokban, gyűmöltsös kertyei jók; de mivel elegendő fája nintsen, a’ harmadik Osztályba tétetett."
Fényes Elek szerint "Gyarmat, (Lehota, Sziget, Zsitva), három egymás mellett tót-magyar falu, Bars vmegyében, a Zsitva mellett: 673 kath. lak. Termékeny szántóföld. Sok nád. F. u. többen. Ut. p. Verebély."
Bars vármegye monográfiája szerint "Zsitvagyarmat, Verebély mellett fekvő, közbirtokossági magyar kisközség, 590 róm. kath. vallású lakossal. E község 1075-ben a szent-benedeki apátság alapítólevelében Zsitva földe néven van említve. Később Zsitva-Lehota néven érsekségi birtok, melyet 1311-ben Csák Máté feldúlatott. A község ezután 3 részből alakult újra és pedig Lehota-, Sziget- és Zsitvagyarmatból. Az esztergomi érsekség itt majorsági földet nem bírt; de a földeket – mint a fennhatósága alá tartozó kúriákat, a nemes uraknak adományozni volt köteles. Ennélfogva ez a három egyesült község a Verebélyi és Szent-Györgyi Egyesült Érseki Nemesi Székek juriszdikcziója alá tartozott. A XVIII. században a Gyulai Gaál, Bakacs, Soós, Bajchi, Fába, Mészáros és Huszár családokat mint Zsitva és Lehotagyarmat birtokosait találjuk, míg Sziget-Gyarmatot a Lülei és Márkus család bírja. Ez utóbbiak birtokát szerezték meg a Majthényiak és ezektől Lipthay Aurél. Most Elbogen Károlynak és nejének van itt nagyobb birtoka. A község katholikus temploma 1699-ben épült. Postája van, távirója és vasúti állomása Verebély."

## Népessége
| Év:            | 1994. | 2004.   | 2014.    | 2024.   |
| -------------- | ----- | ------- | -------- | ------- |
| Emberek száma: | 328   | 334     | 373      | 396     |
| Eltérés:       |       | +1,82 % | +11,67 % | +6,16 % |

| Év:            | 2023. | 2024.   |
| -------------- | ----- | ------- |
| Emberek száma: | 399   | 396     |
| Eltérés:       |       | -0,75 % |

1880-ban 656 lakosából 421 magyar, 149 szlovák, 34 német, 1 más anyanyelvű és 51 csecsemő volt. Ebből 595 római katolikus, 58 zsidó és 3 evangélikus vallású.
1890-ben 645 lakosából 511 magyar, 127 szlovák, 6 német és 1 egyéb anyanyelvű volt. Ebből 593 római katolikus, 44 zsidó és 8 református.
1900-ban 590 lakosából 230 magyar, 333 szlovák és 27 német volt. Ebből 552 római katolikus és 38 zsidó vallású.
1910-ben 575 lakosából 331 magyar, 232 szlovák, 8 német és 4 más nemzetiségű volt. Ebből 546 római katolikus, 18 zsidó és 1 református vallású.
1921-ben 648 lakosából 226 magyar és 387 szlovák volt.
1930-ban 603 lakosából 152 magyar és 428 szlovák volt.
1941-ben 682 lakosából 405 magyar és 231 szlovák volt.
1970-ben 644 lakosa volt.
1980-ban 546 lakosa volt.
1991-ben 382 lakosából 4 magyar és 373 szlovák volt.
2001-ben 372 lakosából 5 magyar és 358 szlovák volt.
2011-ben 376 lakosából 4 magyar és 366 szlovák volt.
2021-ben 412 lakosából 385 (+1) szlovák, 2 (+1) magyar, 3 egyéb és 22 ismeretlen nemzetiségű volt.

## Híres személyek

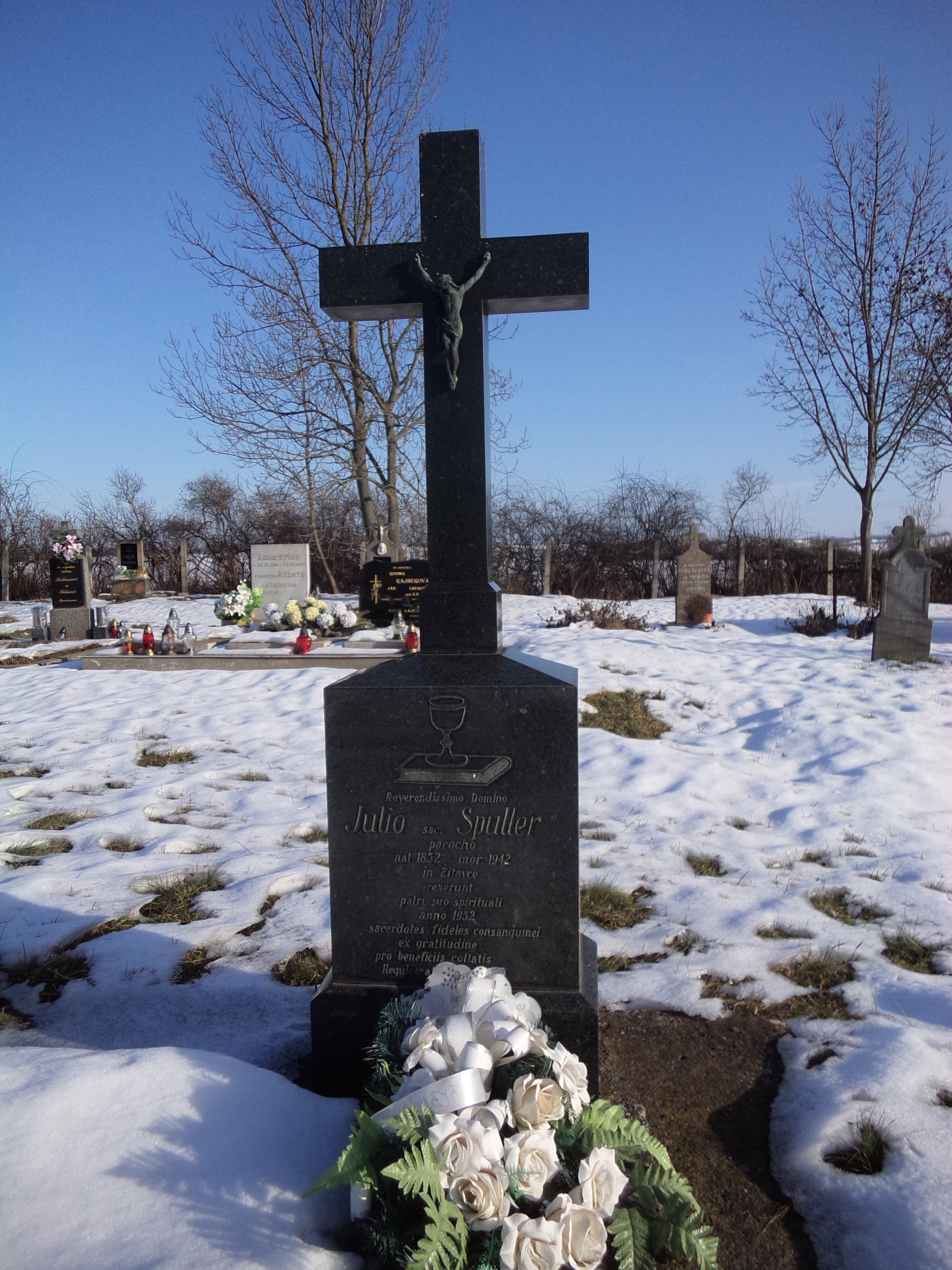
Spuller Gyula

- Innen származik Várady Ferenc teológus, harkácsi plébános.[22]
- Innen származik Rajczy János esperes, Bars vármegye táblabírája.[23]
- Itt született 1750. április 2-án Nagy Pál bölcseleti és teológiai doktor, apát és prépost-kanonok.
- Itt született 1815. augusztus 27-én Gaál Miklós piarista rendi tanár.
- Itt született Gyulai Gaál János jókai, majd nagymagyari plébános, esperes, iskolafelügyelő és 1833-tól a verebélyi szék táblabírája.[24]
- Itt született báró Majthényi Izidor (1828-1901) országgyűlési követ.[25]
- Itt született és itt nyugszik Spuller Gyula (1852-1942) garamszőllősi plébános.[26]
- Itt született 1913-ban Gaál Tibor tanár, festő.
- Itt született 1922-ben Dőry Gábor tartalékos huszárzászlós.[27]
- Itt hunyt el Somlyay István (1823-1883) honvéd százados, Bars vármegye honvédegyletének tagja.[28]
- Innét származott Horváth Endre (1896-1954) magyar grafikusművész, bankjegy és bélyegtervező édesanyja.

## Nevezetességei

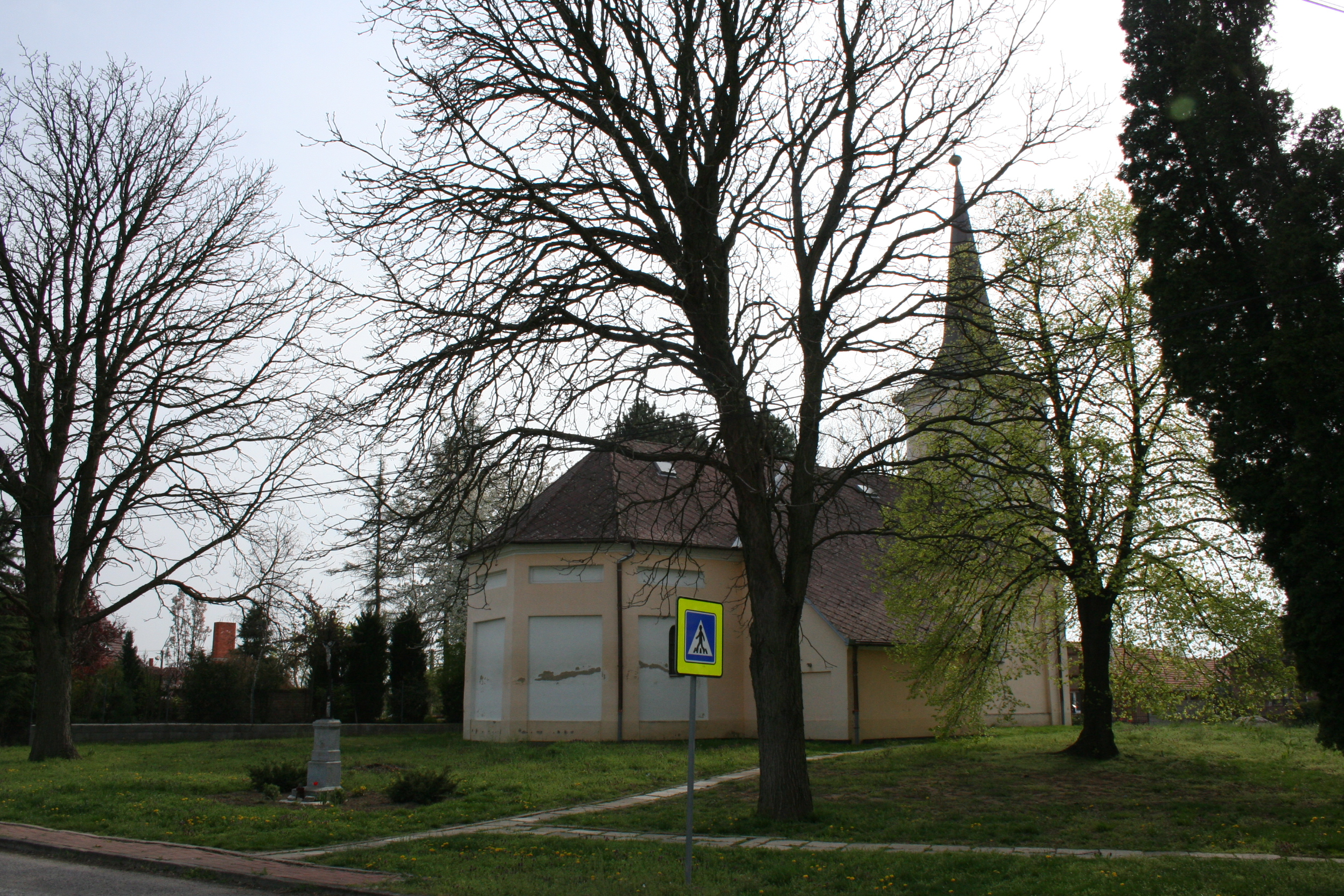
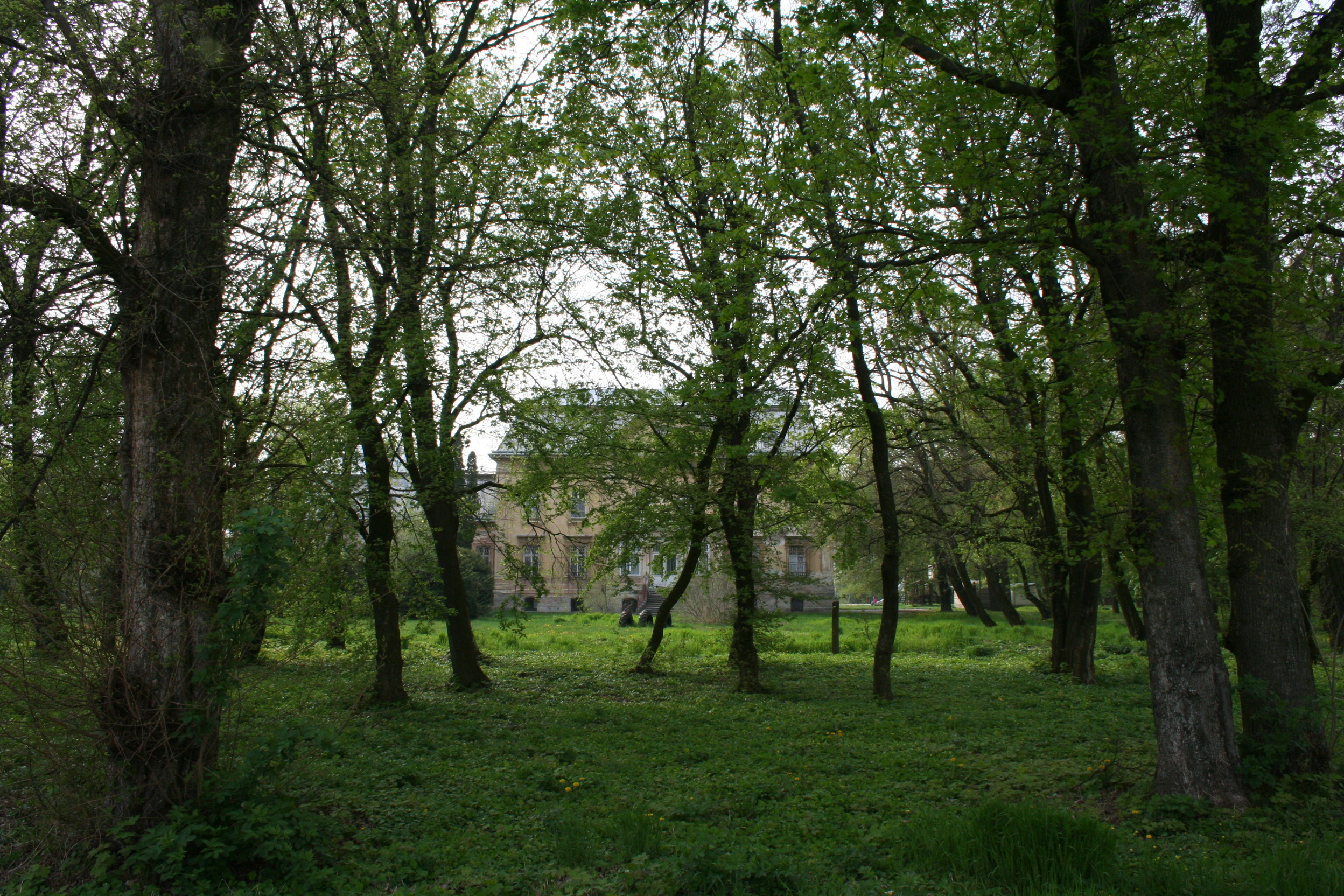
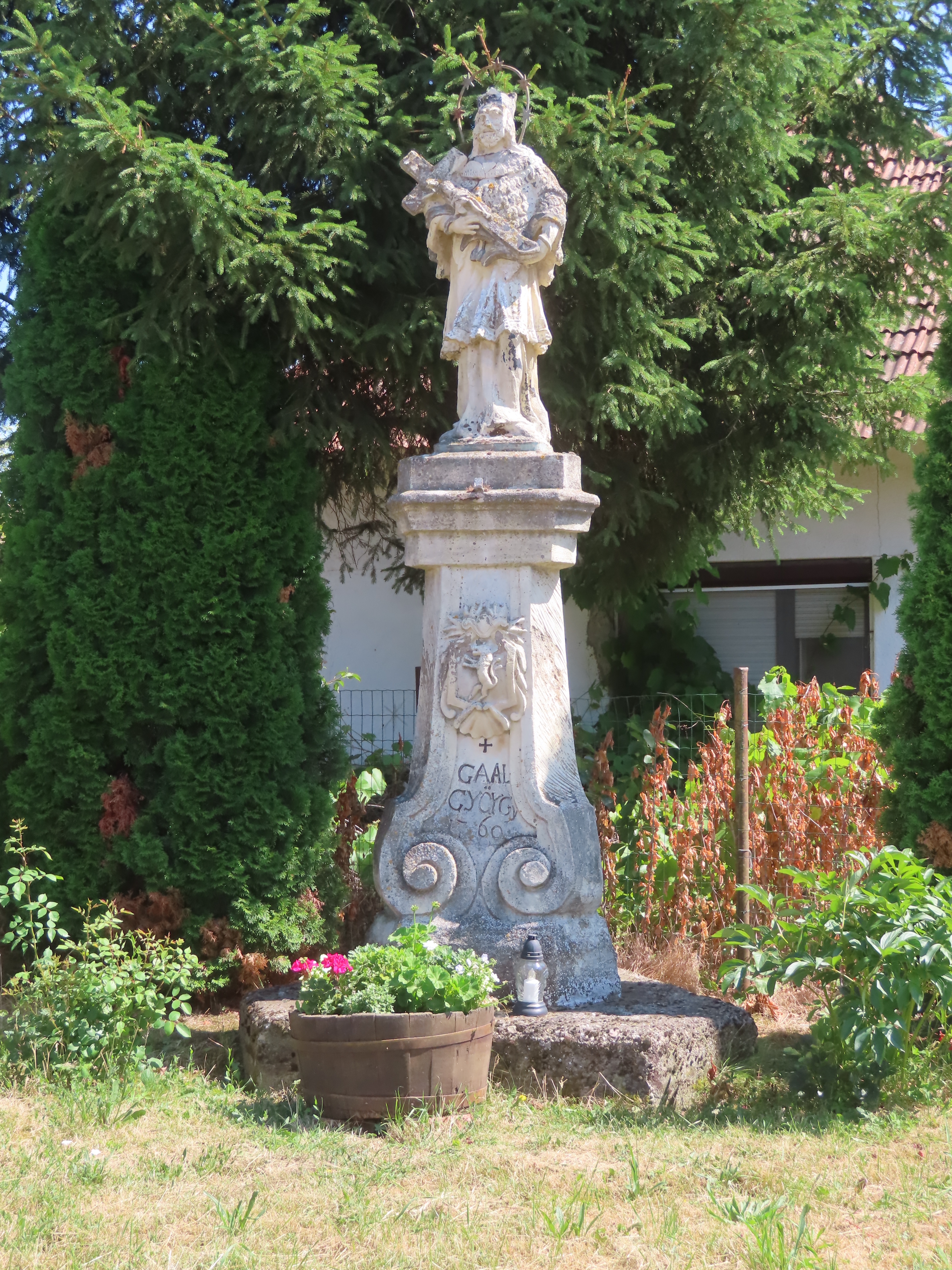
Nepomuk 1760
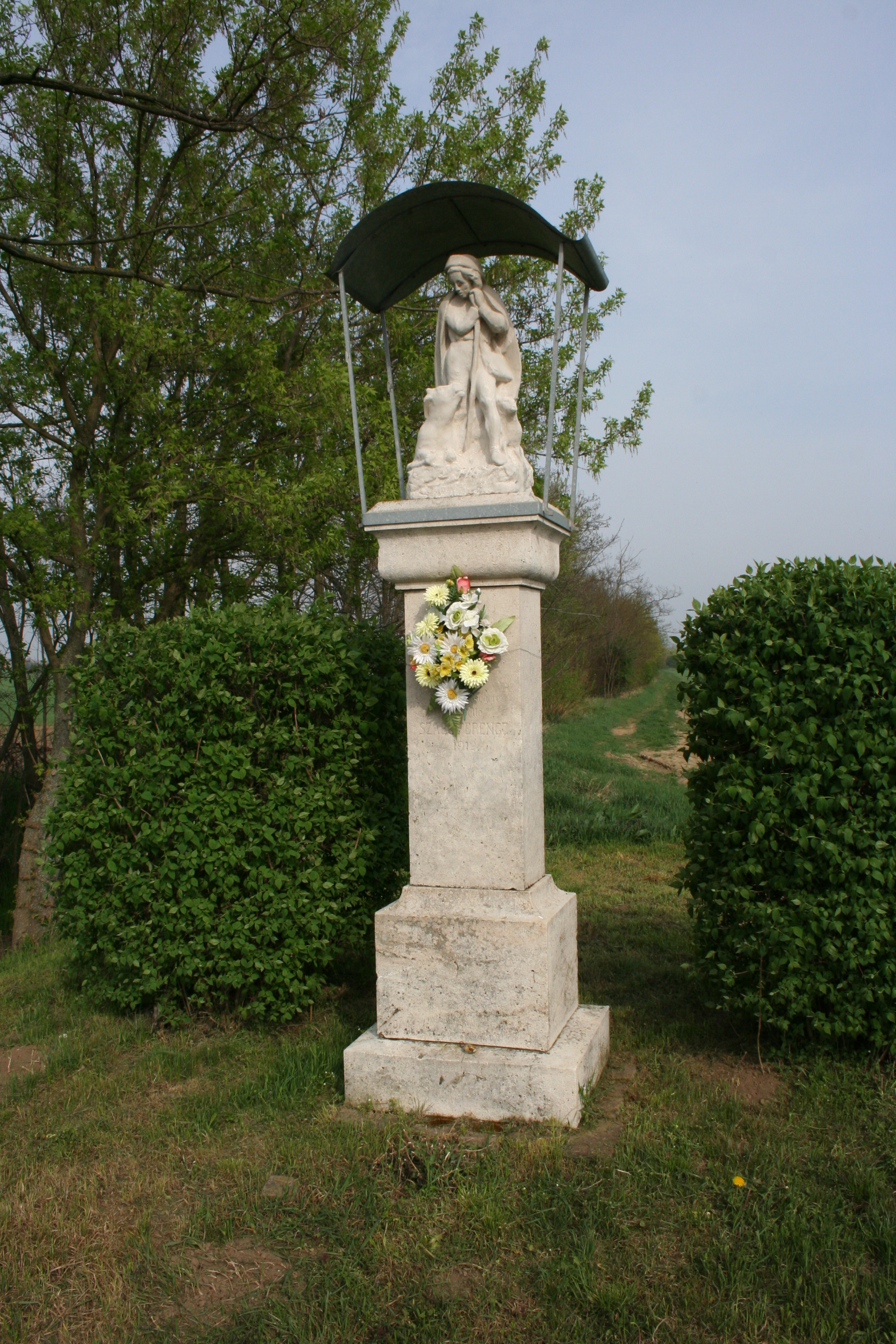
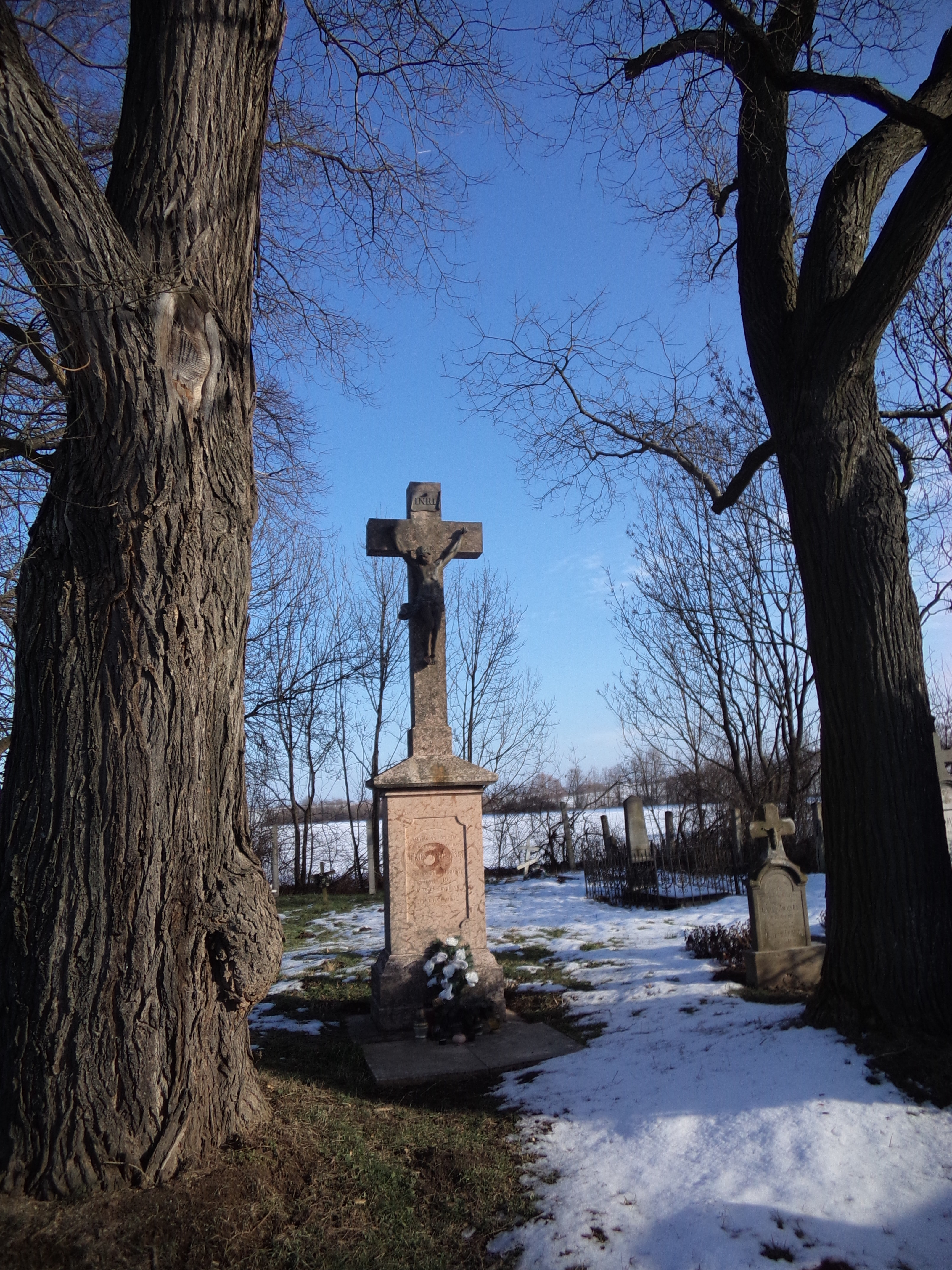
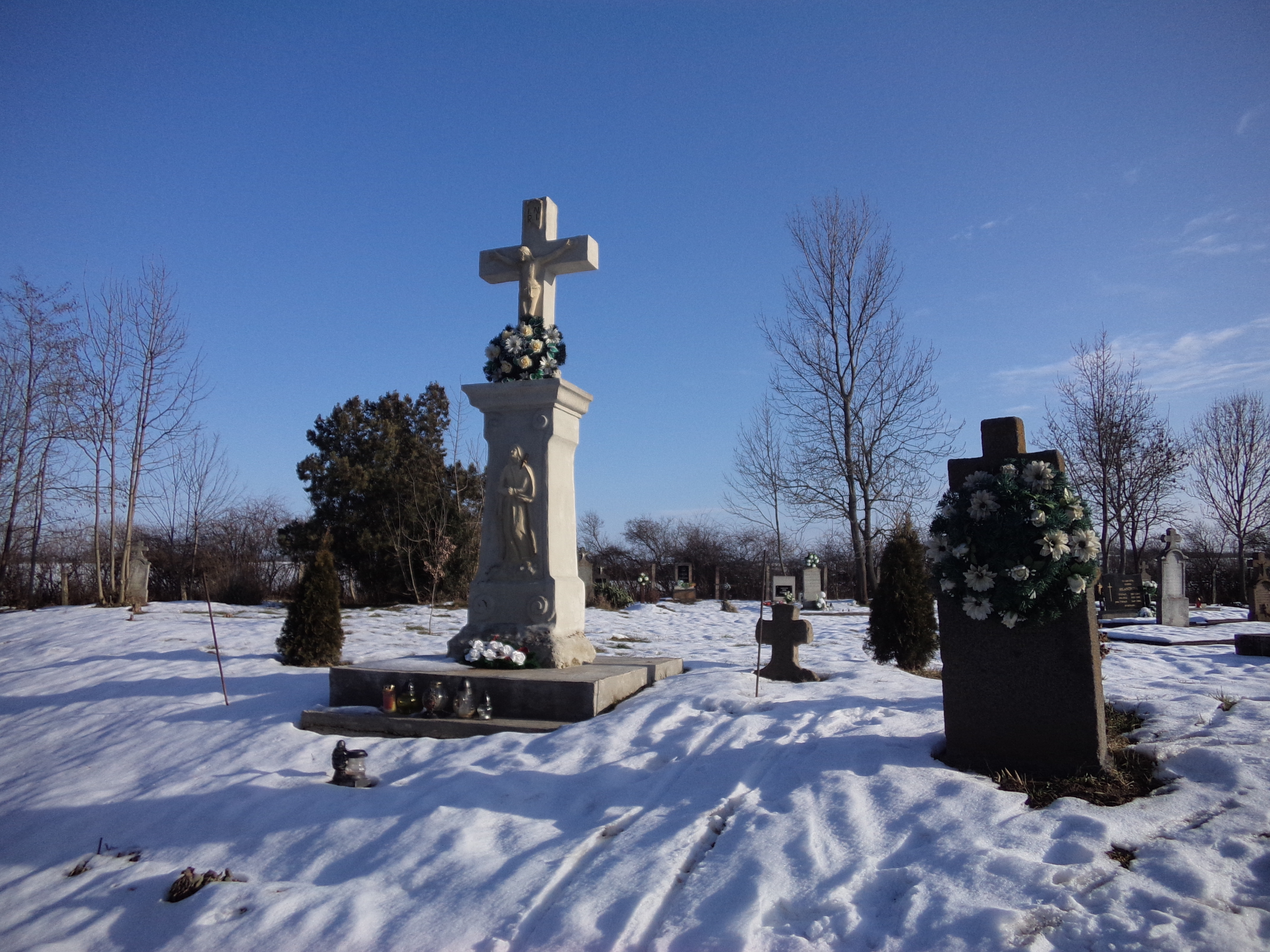
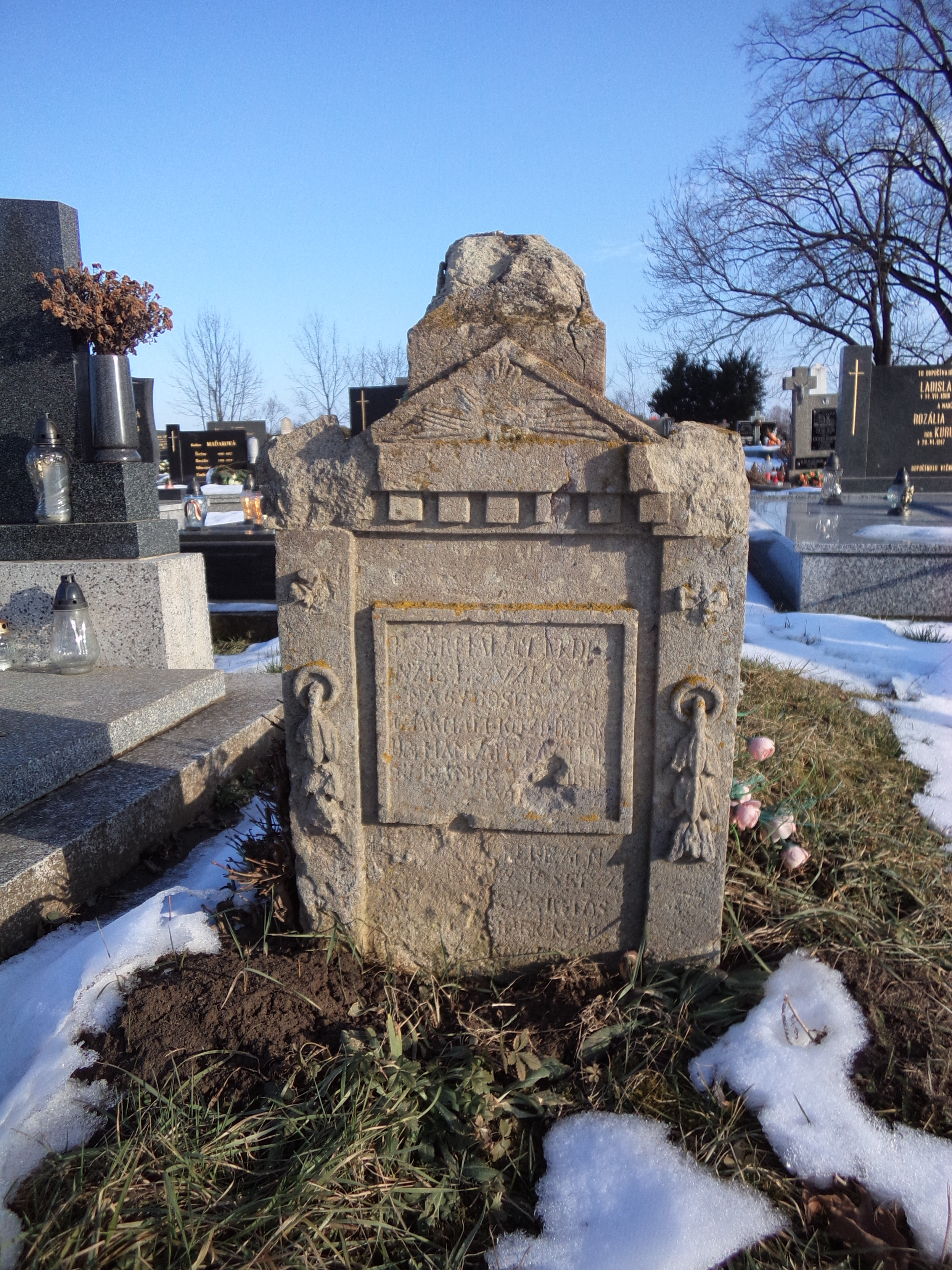
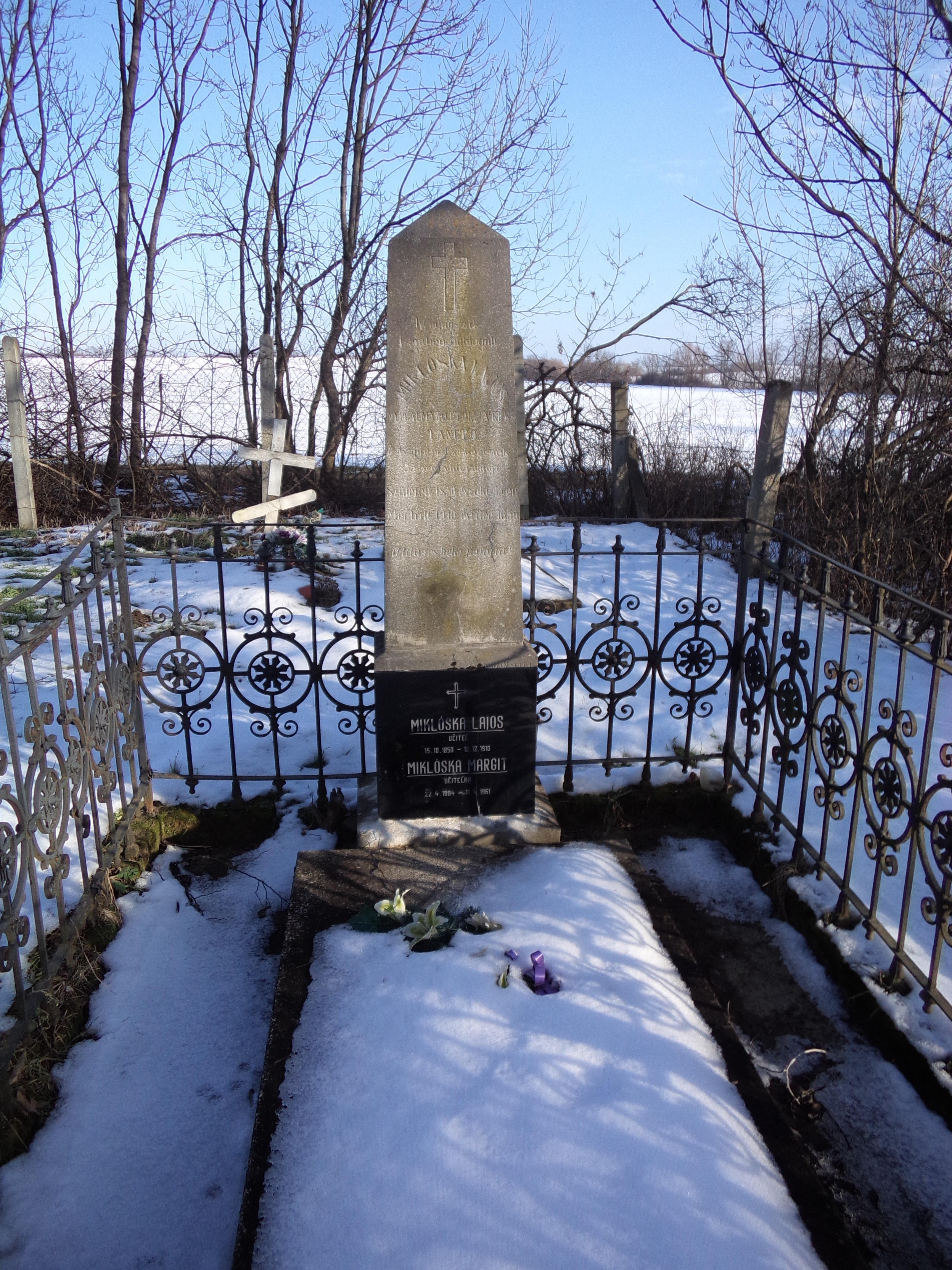
Miklóska Lajos tanító sírja

- Római katolikus temploma 1699-ben épült késő reneszánsz stílusban.
- A Dőri család kastélya a 18. század végén épült klasszicista stílusban.

## Külső hivatkozások
- Hivatalos oldal
- E-obce.sk Archiválva 2008. szeptember 20-i dátummal a Wayback Machine-ben
- Községinfó
- Zsitvagyarmat Szlovákia térképén[halott link]